# Уиллард, Фред
Фре́дерик Чарльз Уи́ллард (англ. Frederic Charles Willard; 18 сентября 1933, Кливленд, Огайо — 15 мая 2020[…], Лос-Анджелес, Калифорния[…]) — американский актёр и комик.

## Биография
Фред Уиллард учился в Кентуккийском и Виргинском военных институтах и по окончании образования получил звание бакалавра искусств в области английского языка. Уиллард считался одним из лучших в импровизации среди актёров США. Уиллард также являлся учредителем импровизационной актёрской группы Ace Trucking Company. Начав свою актёрскую карьеру в 1968 году с небольших ролей, он завоевал всеобщую известность в 1977 году после участия в телесериале Fernwood 2 Nite. Уиллард нескольких раз номинировался на премию «Эмми», а также является обладателем наград American Comedy Award и BSFC Award за свою роль в фильме «Победители шоу».
Уиллард снялся в более чем 300-х фильмах и эпизодах сериалов, но в основном это были второстепенные роли или разовые появления. Последней его ролью стал Фред Нэйрд, отец главного героя в сериале «Космические силы», артист скончался в разгар съёмок первого сезона.
Фред Уиллард был женат, у него осталась дочь.

## Избранная фильмография
| Год       |    | Русское название                            | Оригинальное название                 | Роль                      |
| --------- | -- | ------------------------------------------- | ------------------------------------- | ------------------------- |
| 1976      | ф  | Серебряная стрела                           | Silver Streak                         | Джерри Джарвис            |
| 1977      | ф  | Забавные приключения Дика и Джейн           | Fun with Dick and Jane                | Боб                       |
| 1979      | тф | Салемские вампиры                           | Salem’s Lot                           | Ларри Крокетт             |
| 1984      | ф  | Это — Spinal Tap!                           | This Is Spinal Tap                    | полковник на военной базе |
| 1987      | ф  | Роксана                                     | Roxanne                               | майор Дибс                |
| 1991      | ф  | Нервы на пределе                            | High Strung                           | страховой агент           |
| 1999      | ф  | Рука-убийца                                 | Idle Hands                            | мистер Тобиас             |
| 1999      | ф  | Остин Пауэрс: Шпион, который меня соблазнил | Austin Powers: The Spy Who Shagged Me | глава миссии              |
| 2000      | ф  | Победители шоу                              | Best in Show                          | Бак Лафлин                |
| 2001      | ф  | Свадебный переполох                         | The Wedding Planner                   | Бэзил Сент-Мосли          |
| 2001      | ф  | Торчки                                      | How High                              | Филип Хантли              |
| 2001—2008 | мс | Царь горы                                   | King of the Hill                      | разные персонажи          |
| 2003      | ф  | Американский пирог: Свадьба                 | American Wedding                      | Харольд Флаэрти           |
| 2003—2005 | с  | Все любят Рэймонда                          | Everybody Loves Raymond               | Хэнк Макдугалл            |
| 2004      | ф  | Гарольд и Кумар уходят в отрыв              | Harold & Kumar Go to White Castle     | доктор Уиллоби            |
| 2005      | мф | Цыплёнок Цыпа                               | Chicken Little                        | инопланетянин Мелвин      |
| 2005      | ф  | Любовь на острове                           | Love Wrecked                          | Бен Тейлор                |
| 2006      | ф  | Киносвидание                                | Date Movie                            | Берни Фанкедодр           |
| 2006      | мф | Дом-монстр                                  | Monster House                         | папа                      |
| 2007      | ф  | Очень эпическое кино                        | Epic Movie                            | Стебасло                  |
| 2007      | ф  | Я никогда не буду твоей                     | I Could Never Be Your Woman           | Марти                     |
| 2008      | мф | ВАЛЛ-И                                      | WALL-E                                | Шелби Фортрайт            |
| 2009      | ф  | Бунтующая юность                            | Youth in Revolt                       | мистер Фергюсон           |
| 2009      | с  | Волшебники из Вэйверли Плэйс                | Wizards of Waverly Place              | мистер Стаффлби           |
| 2009—2020 | с  | Американская семейка                        | Modern Family                         | Фрэнк Данфи               |
| 2010      | с  | Касл                                        | Castle                                | Хэнк Макфи                |
| 2012      | ф  | Третий акт                                  | The Magic of Belle Isle               | Эл Кайзер                 |
| 2014—2015 | с  | Дерзкие и красивые                          | The Bold and the Beautiful            | Джон Форрестер            |
| 2016—2019 | мс | Мой шумный дом                              | The Loud House                        | Поп-Поп                   |
| 2020      | с  | Космические войска                          | Space Force                           | Фред Нэйрд                |